# Libre (biljarten)
Het libre is een spelsoort van het carambolebiljart waarbij niet de extra regels van de andere spelsoorten gelden. Er is echter wel een beperkende regel met betrekking tot de situatie dat de aanspeelballen in de hoek van het biljart liggen.

## Beperkende regel over het spelen in de hoek
De enige beperking in het libre betreft het geval dat beide aanspeelballen in de met een diagonale krijtstreep afgebakende hoek terechtkomen. In dat geval mogen maximaal twee achtereenvolgende caramboles gemaakt worden waarbij de aanspeelballen in die driehoek liggen. De tweede carambole is alleen geldig als een van de aanspeelballen de driehoek verlaat. Als die bal in het vak terugkomt, blijft de score geldig.

## Grootte van de driehoek
Op de grote tafel is de driehoek ongelijkbenig met zijden van een kwart van de lange en van de korte band. De benen van die driehoek zijn dus 71 en 35,5 cm. Op de kleine tafel is de driehoek voor de spelers in de hogere klassen eveneens een kwart van de bandlengte. Daarvan zijn de benen zijn dus 57,5 en 28,75 cm. Voor spelers in de lagere klassen is de driehoek gelijkbenig met twee zijden van 17 cm.

## Historische ontwikkeling
Rond 1870 vonden de topspelers een manier om zeer grote series te maken namelijk de série Américaine. Partijen duurden in die tijd vaak totdat 2500 caramboles waren gemaakt. Later werd de lengte van een partij teruggebracht tot eerst 500 punten en daarna 400 punten wat tegenwoordig in Nederland en België voor de nationale topspelers de meest voorkomende partijlengte is. Door de lage moeilijkheidsgraad voor de internationale topspelers en het relatief weinige spektakel voor het publiek worden er in het libre al jarenlang geen wereld- en Europese kampioenschappen meer georganiseerd.
Af en toe worden nieuwe wedstrijdvormen bedacht. Bij het Frans kampioenschap 2024 werd de partij na 30 minuten beëindigd, beide spelers speelden tegelijk op een eigen tafel. Na missen moest opnieuw van acquit worden gegaan én kreeg men 45 seconden straf. Lag de ene speler achter, maar kreeg die de ballen in de ideale positie, dan kon een achterstand snel ingelopen worden, zolang de speler op de andere tafel niet ook met een serie Américaine bezig was. In een half uur werden meer dan 300 caramboles gescoord.

## Wedstrijdvormen op biljartclubs
Op clubavonden van biljartclubs is libre de meest gebruikelijk spelsoort. Er bestaan daar diverse wedstrijdvormen om de partijen te spelen. Er worden bijvoorbeeld 20 of 30 beurten gespeeld. Winnaar is de speler die het hoogste quotiënt heeft van zijn gemaakte caramboles gedeeld door zijn persoonlijke van tevoren bepaalde te maken aantal. Er kan ook worden gespeeld totdat een van de spelers zijn van tevoren bepaalde aantal heeft gehaald. Daarbij is er wel een nabeurt voor de speler die niet van acquit is gegaan. Een partij kan in een gelijkspel eindigen.